# Armoriale dei comuni della provincia di Lecco

Stemma della Provincia di Lecco

Questa pagina contiene le armi (stemmi e blasonature) dei comuni della provincia di Lecco.
| Stemma                          | Comune e blasonatura | Gonfalone e/o bandiera |
| ------------------------------- | --- | ---------------------- |
|                                 | Abbadia Lariana D'azzurro, ad un monte all'italiana di tre cime d'argento, accostato ai lati da due stelle dello stesso e in capo da due piccoli magli d'oro posti in croce di S. Andrea; sulla punta, un mare ondato d'argento. Ornamenti esteriori del comune. D.P.R. dell'11 giugno 1980 Gonfalone: Drappo di bianco riccamente ornato di ricami d'argento e caricato sullo stemma sopra descritto con la iscrizione centrale in argento: comune di Abbadia Lariana. |                        |
|                                 | Airuno Troncato: nel 1° di azzurro, all'airone di argento, allumato di rosso, sostenuto dalla pianura diminuita, d'oro; nel 2°, di azzurro, al castello d'oro, murato di nero, merlato alla ghibellina, formato da due torri merlate di tre, finestrate di due in palo, di nero, riunite dalla cortina di muro, chiusa di nero, priva di merli, sostenente centralmente la terza torre, più alta e più larga delle laterali, merlata di quattro, finestrata di due in fascia, di nero, esso castello fondato sulla pianura diminuita, di verde. D.P.R. del 27 dicembre 1991 Gonfalone: Drappo di bianco… |                        |
|                                 | Annone di Brianza Troncato: il 1°, (d'oro), al castello di rosso, fondato sulla troncatura, aperto del campo, murato di nero, torricellato di due, merlato alla ghibellina; ferma sulla cortina, un'anatra selvatica al naturale; il 2°, campo di cielo, al lago di Annone limitato da una catena di monti (4) al naturale. D.P.R. dell'8 luglio 1978 |                        |
|                                 | Ballabio Semipartito troncato: il primo di rosso, all'aquila di nero , sorante da un picco di roccia al naturale; il secondo d'argento, alla torre di rosso, chiusa, finestrata e murata di nero, merlata di quattro alla ghibellina, fondata su di un monte di verde e attraversante due alabarde d'oro, addossate e decussate; il terzo d'oro, caricato da un leone azzurro. Ornamenti esteriori da Comune. D.P.R. del 29 gennaio 1982 |                        |
|                                 | Barzago Troncato: nel 1º, d'azzurro, alla croce di Sant'Andrea; nel 2º d'oro, al leone di rosso, tenente con la branca anteriore destra una chiave di argento, posta in palo. R.D. del 17 marzo 1930 e registrato con L.P. del 21 dicembre 1931 Gonfalone: drappo di bianco… |                        |
|                                 | Barzanò Troncato: nel 1° semipartito a destra, di azzurro, a sinistra, di argento, al castello merlato di due alla ghibellina di rosso, aperto nei campi, murato di nero, attraversante sulla partizione; nel 2° di argento, al monte di tre cime di verde movente dalla punta. Segni esteriori di Comune. R.D. del 25 aprile 1929 Gonfalone: Drappo troncato di rosso e di azzurro caricato dell'Arma sopra descritta ed ornato di ricchi fregi d'argento |                        |
|                                 | Barzio Semitroncato partito: nel 1º, di argento, alle lettere maiuscole AR, poste in fascia; nel 2º, di rosso, al bue passante, di argento; nel 3º, di azzurro, al leone d'argento; il tutto sotto il capo di rosso, caricato da tre stelle di otto raggi, d'oro. D.P.R. del 22 settembre 1992 |                        |
|                                 | Bellano Interzato in mantello ricurvo, nel PRIMO: d'azzurro, alla torre di rosso merlata alla ghibellina di due pezzi, murata di nero, aperta e finestrata di un pezzo, dello stesso, cimata da una corona di alloro al naturale, fondata su una pianura di verde ed accostata dalle lettere maiuscole di nero A e N; nel SECONDO: campo di cielo, alla barca con vela al naturale, navigante su un mare d'argento e d'azzurro; nel TERZO: d'argento, al biscione di verde, coronato d'oro, ondeggiante in palo, ingollante a metà un bambino ignudo di carnagione, capelluto di castano al naturale ed accostato dalle lettere maiuscole di nero I e O. Al capo di rosso, caricato da un giglio d’oro. Ornamenti esteriori da Comune. D.P.R. del 30 settembre 2021 Stemma concesso nel 1928: Mantellato, sopra a destra: di azzurro, alla torre di rosso merlata alla ghibellina, murata di nero, cimata da una corona di alloro, fondata su di una pianura di verde ed accostata dalle lettere maiuscole AN; a sinistra: d'argento al biscione di verde, coronato d'oro, ondeggiante in palo, ingollante a metà un bambino ignudo di carnagione ed accostato dalle lettere maiuscole I e O; sotto: al campo di cielo, alla barca con vela al naturale, navigante su d'un mare d'argento e di azzurro D.C.G. del 6 dicembre 1928 Gonfalone: Drappo di azzurro… R.D. del 22 febbraio 1934 |                        |
|                                 | Bosisio Parini Inquartato: nel primo d'argento, alla lira, munita di cinque corde di nero, nel secondo, di rosso alla stella di otto raggi d'oro; nel terzo di rosso ai quattro bisanti d'oro, posti due, due; nel quarto, d'oro, ai tre pennelli, impugnati, di azzurro, con le setole all'insù, di nero, legati di azzurro. Ornamenti esteriori da Comune. D.P.R. del 9 febbraio 1990 Drappo di azzurro riccamente ornato di ricami d'argento e caricato dello stemma sopra descritto con la iscrizione centrale in argento, recante la denominazione del Comune. Le parti di metallo ed i cordoni sono argentati. L'asta verticale è ricoperta di velluto azzurro con bullette argentate poste a spirale. Nella treccia è rappresentato lo stemma del Comune e sul gambo inciso il nome. Cravatta con nastri tricolorati dai colori nazionali frangiati d'argento. |                        |
|                                 | Brivio D'azzurro, alla fascia d'oro, caricata dalla parola BRIVA in lettere maiuscole romane di rosso; la fascia accompagnata in capo da tre colombe bianche al naturale, col volo aperto, male ordinate; in punta dal Castello di Brivio movente dal lembro destro dello scuto, unito ad una torre, movente dal lato sinistro, con un ponte di cinque arcate, il tutto fondato sulle sponde di un fiume scorrente sotto al ponte ed al naturale. R.D. del 19 aprile 1891 Gonfalone: Decreto del 21 aprile 1950 |                        |
|                                 | Bulciago Di rosso bordato d'azzurro, alla fascia d'argento, caricata da una ruota di nero. Ornamenti esteriori di Comune. D.P.R. del 3 gennaio 1966 Gonfalone: Drappo partito di rosso e di azzurro… |                        |
|                                 | Calco D'argento, al castello, murato di nero, formato dalle due torri, riunite dalla cortina di muro, le torri merlate ciascuna di due alla guelfa, chiuse di nero, la cortina priva di merli e di porta, fondato in punta, esso castello sormontato da tre mezzelune di azzurro, poste due, una, le prime affrontate, la terza centrale montante posta tra le torri. D.P.R. del 23 ottobre 1997 |                        |
|                                 | Calolziocorte Partito: nel 1°, di rosso, allo scaglione diminuito, d'argento, sostenenete presso il vertice due galli policromi al naturale, affrontati; nel 2, d'oro, al castello di rosso, mattonato di argento, chiuso di nero, merlato alla guelfa, torricellato di tre pezzi, merlati di tre, la torre centrale più alta, il fastigio merlato di quattro, due merli per parte, addossati alla torre centrale e a quelle laterali, esso castello finestrato di quattro di nero, due finestre nelle torri laterali, due nel corpo del castello, ordinate in fascia, queste sormontate da cinque feritoie di nero, ordinate in fascia. D.P.R. del 3 dicembre 2001 Gonfalone: Drappo partito di giallo e di rosso… |                        |
|                                 | Carenno Troncato: nel 1º d'azzurro al terrazzo montuoso di verde, accompagnato nel cielo da due cirri di bianco, nel 2° di rosso, all'edificio d'oro, merlato di quattro alla guelfa, munito di porta chiusa di nero e accompagnata da due finestrelle ugualmente chiuse di nero, e fiancheggiato, sul fianco sinistro, dalla torre quadrata d'oro, vista in prospettiva, merlata di tre alla guelfa, finestrata di due, di nero. D.P.R. del 2 marzo 1984 Gonfalone: D.P.R. del 2 marzo 1984 |                        |
|                                 | Casargo Campo di cielo, alla strada serpeggiante fra due colline di verde, caricata da cinque abeti, terminante alle falde di una montagna innevata, il tutto sormontato da cinque cerchi d'oro attraversati da un cartiglio di verde, di bianco e di rosso. D.P.R. del 16 ottobre 1980 |                        |
|                                 | Casatenovo Di rosso, alla torre d'oro coperta, accompagnata da due trecce dello stesso piegate in cerchio, decussate in punta. Gonfalone: Drappo di bianco… |                        |
|                                 | Cassago Brianza D'azzurro, alla torre quadrata, di due piani, d'oro; capo d'argento, al leone d'azzurro, sostenente con le branche anteriori un castello di rosso. R.D. del 13 dicembre 1928 |                        |
|                                 | Cassina Valsassina D'argento, alla torre d'azzurro, merlata di cinque alla guelfa, mattonata di nero, chiusa di azzurro, sostenuta dal monte all'italiana di cinque colli, tre, due, di verde, fondato in punta. Ornamenti esteriori da Comune. Gonfalone: Drappo di azzurro, riccamente ornato di ricami d'argento. |                        |
|                                 | Castello di Brianza Troncato: il 1° di verde alla falce d'argento, manicata di legno, posta in banda; al 2° d'azzurro, a tre api d'oro dal volo spiegato. D.P.R. del 27 giugno 1962 |                        |
|                                 | Cernusco Lombardone D'argento, alla torre di rosso, aperta e finestrata del campo, accollata da una vite di verde, pampinosa di cinque dello stesso e fruttata di quattro d'oro. DPR del 25 febbraio 1970 Gonfalone: DPR del 25 febbraio 1970 |                        |
|                                 | Cesana Brianza D'argento, all'acquedotto romano di sei arcate, di rosso, murato di nero, uscente dai fianchi, fondato sulla campagna, di verde, sormontato dal biscione visconteo, di azzurro, coronato d'oro, ingollante il putto con le braccia aperte, di carnagione, capelluto di nero. Ornamenti esteriori da Comune. D.P.R. del 27 febbraio 2009 Gonfalone: Drappo d'azzurro… |                        |
|                                 | Civate D'argento, allo stambecco di nero, attraversato da una banda in divisa verde, caricata da tre stelle d'argento, raggiate di sei. D.P.R. del 22 novembre 1979 Gonfalone: Drappo partito di bianco e di verde… |                        |
|                                 | Colico Troncato: nel 1°, d'azzurro, all'aquila di nero, coronata dello stesso; nel 2°, di rosso, al palmizio di verde, fustato al naturale, fruttato d'oro, nodrito nella pianura diminuita d'argento, sostenuto dai due leoni d'oro, poggianti le zampe posteriori sulla pianura. D.P.R. del 6 aprile 1987 |                        |
|                                 | Colle Brianza Interzato in fascia: al 1° d'argento al castello di rosso merlato di cinque e toricellato di un pezzo centrale merlato di tre; il 2° di rosso alla cometa d'oro ondeggiante in banda; il 3° d'azzurro alla fontana d'argento zampillante. D.P.R. del 22 settembre 1963 |                        |
|                                 | Cortenova Tagliato: il PRIMO, di rosso, alla rota dentata, di ventiquattro denti e di otto raggi, di argento; il SECONDO, di verde, alle sette spighe di grano, d'oro, impugnate, legate di rosso. D.P.R. del 13 giugno 2003 |                        |
|                                 | Costa Masnaga Campo di cielo, alla torre quadrata, al naturale, chiusa, finestrata e murata di nero, fondata su d'un monte erboso di verde, cosparso di ruderi. R.D. del 30 maggio 1930 |                        |
|                                 | Crandola Valsassina Troncato: il PRIMO, di azzurro, alle tre stelle di sette raggi, male ordinate, d'oro; il SECONDO, di rosso, al leone d'oro, con le zampe anteriori protese, poste in banda. Ornamenti esteriori da Comune. Gonfalone: Drappo troncato di rosso e di giallo… |                        |
|                                 | Cremella Di rosso, calzato abbassato d'oro, alla torre campanaria di argento, murata di nero, munita della trifora di nero in prossimità del coronamento, della bifora sottostante, dello stesso, di due finestre a mezza altezza, di nero, ordinate in fascia, della feritoia dello stesso, nella parte basamentale, essa torre fondata sull'oro del calzato abbassato. Ornamenti esteriori da Comune. Gonfalone: Drappo di bianco con la bordatura di rosso… |                        |
|                                 | Cremeno D'oro ad un monte all'italiana (3) di verde, con la cima centrale addossata ad un pino al naturale, rampante sul tronco, un cervo di rosso; nel canton destro del capo, una torre di rosso merlata di 4 alla guelfa addossata ad un pastorale e ad una spada di argento decussati. D.P.R. del 30 aprile 1982 Gonfalone: drappo troncato di bianco e di rosso… |                        |
|                                 | Dervio Di rosso, al castello di argento, murato di nero, merlato alla guelfa, formato dalle due torri riunite dalla cortina di muro, le torri merlate di tre, finestrate di uno di nero, chiuse con piccola porta, dello stesso, la cortina merlata di quattro merli e di due semimerli, questi uniti alle torri, chiusa con grande porta di nero. Ornamenti esteriori da Comune. D.P.R. del 30 novembre 1998 Gonfalone: drappo di bianco… |                        |
|                                 | Dolzago |                        |
|                                 | Dorio Troncato: il primo, di rosso, alla scure di bronzo al naturale, posta in palo; il secondo, d'argento, alle due fasce ondate, di azzurro. D.P.R. del 7 febbraio 2002 |                        |
|                                 | Ello Troncato: nel primo, di azzurro, all'aquila di nero, allumata, rostrata, armata d'oro; nel secondo, di rosso, ai due scaglioni d'argento. Ornamenti esteriori da Comune. Gonfalone: Drappo di bianco bordato di rosso. DPR del 31 luglio del 1997 |                        |
|                                 | Erve Tagliato: il primo, di rosso, al giglio di Francia d'argento; il secondo, d'azzurro, al ponte in pietra al naturale, di un solo arco. Gonfalone: Drappo tagliato di azzurro e di rosso. DPR del 18 aprile 1964 |                        |
|                                 | Esino Lario Tagliato dalla sbarra diminuita, d'oro: nel 1º, di azzurro al massiccio della Grigna settentrionale, d'argento, fondato sulla campagna posta in banda, di verde, e uscente dal lembo destro e dalla sbarra, caricato dalla torre di rosso, merlata alla ghibellina di tre, chiusa e finestrata di nero, mattonata dello stesso, fondata sulla campagna; nel 2º, di azzurro, al leone illeopardito d'oro, linguato e allumato di rosso, passante sulla campagna di verde, posta in banda, esso leone accompagnato in capo da quattro stelle di otto raggi, d'oro, poste una, due, una. Sotto lo scudo, su lista bifida e svolazzante di azzurro, il motto, in lettere maiuscole di nero, Constantia. Ornamenti esteriori da Comune. D.P.R. 19 settembre 1994, registrato nei registri dell'Ufficio Araldico il 4 novembre 1994 Reg. anno 1994 Pag. n. 71, trascritto nel Registro Araldico dell'Archivio Centrale dello Stato il 11 ottobre 1994; concessione di stemma e gonfalone Gonfalone: drappo di giallo riccamente ornato di ricami d'argento e caricato dello stemma con l'iscrizione centrata in argento recante la denominazione del Comune. Le parti di metallo e i cordoni sono argentati. L'asta verticale sarà ricoperta di vellutto giallo, con bullette argentate poste a spirale. Nella freccia sarà rappresentato lo stemma del Comune e sul gambo inciso il nome. Cravatta con nastri tricolorati dai colori nazionali frangiati d'argento. Stemma concesso nel 1941: D'azzurro alla sbarra d'oro carica della scritta di rosso Costantia, accompagnata sopra da una torre di rosso, merlata alla ghibellina con sfondo montagnoso al naturale; sotto un leone d'oro, linguato di rosso, passante su un terreno al naturale, sormontato da tre stelle d'oro, male ordinate. R.D. del 19 luglio 1941 |                        |
|                                 | Galbiate Di rosso al gallo ardito su di una montagna di verde, caricata da un castello aperto del campo, torricellato di un pezzo centrale, merlato alla guelfa, il tutto al naturale. Ornamenti esteriori da comune. D.P.R. del 3 giugno 1975 Gonfalone: Drappo rosso riccamente ornato di ricami d'argento e caricato dello stemma comunale, con la iscrizione centrata in argento: Comune di Galbiate. Le parti di metallo ed i cordoni saranno argentati. L'asta verticale sarà ricoperta di velluto del colore del drappo con bullette argentate poste a spirale. Nella freccia sarà rappresentato lo stemma del Comune e sul gambo inciso il nome. Cravatta e nastri tricolorati dai colori nazionali frangiati d'argento completeranno il gonfalone. |                        |
|                                 | Garbagnate Monastero DPR n. 1551 del 2 maggio 1977 |                        |
|                                 | Garlate |                        |
|                                 | Imbersago |                        |
|                                 | Introbio |                        |
|                                 | La Valletta Brianza |                        |
|                                 | Lecco Scudo ancile, partito: nel primo, d'argento, alla croce di rosso; nel secondo, d'azzurro, al leone d'oro, lampassato di rosso, rivoltato, la testa posta in maestà. Corona Comitale. Lo scudo addossato ad un cartoccio dorato, sostenuto da due tritoni barbuti, addossati, il tutto d'oro. Gonfalone: Drappo d'azzurro… | Bandiera alternativa   |
|                                 | Lierna D'argento, al castello di rosso torricellato di un pezzo, merlato alla guelfa, aperto e finestrato di nero, fondato sulla campagna di verde. Ornamenti esteriori da Comune. D.P.R. del 18 agosto 1978 Gonfalone: drappo trinciato di rosso e di bianco riccamente ornato di ricami d'argento e caricato dello stemma sopra descritto con l'iscrizione centrata in argento: Comune di Lierna. |                        |
|                                 | Lomagna Troncato: nel PRIMO, di rosso, alla sbarra di azzurro, caricata dalla stella di sette raggi, d'oro; nel SECONDO, di argento, al castello di rosso, mattonato di nero, aperto del campo, le due torri merlate alla guelfa di due, il fastigio privo di merli, fondato in punta. Ornamenti esteriori da Comune. Gonfalone: drappo troncato di bianco e di azzurro… D.P.R. del 13 gennaio 2003, concessione di stemma e gonfalone |                        |
|                                 | Malgrate Di azzurro, al ponte di argento con arco a tutto sesto, uscente dai fianchi, merlato alla ghibellina di cinque, i merli laterali combacianti con i fianchi, il merlo centrale sostenente il leone d'argento, uscente, rivoltato, la testa di fronte, linguato e armato, di rosso; l'arcata del ponte e il lembo inferiore racchiudenti il bandato ondato di argento e di azzurro. Ornamenti esteriori da Comune. D.P.R. dell'8 dicembre 2007 Gonfalone: Drappo partito di bianco e di azzurro… |                        |
| Stemma nella versione sannitica | Mandello del Lario Gonfalone: Drappo di azzurro… |                        |
|                                 | Margno |                        |
|                                 | Merate D'azzurro, al leone d'oro rampante, tenente con le branche anteriori e con la branca posteriore destra un'asta di nero alla cui sommità è appeso un pennone di rosso. Ornamenti esteriori da Comune. 29 giugno 1934 Gonfalone: Drappo partito di giallo e d'azzurro riccamente ornato di ricami d'argento e caricato dello stemma comunale con l'iscrizione centrata in argento: Comune di Merate. 4 febbraio 1963 |                        |
| Stemma in uso precedentemente   | Missaglia Bandato d'oro e d'azzurro, al leone di rosso, attraversante. D.P.R. del 4 giugno 1986 Gonfalone: drappo di rosso… |                        |
|                                 | Moggio Croce rossa in campo argento, montagne al naturale in campo azzurro con tre stelle d'oro, leone d'oro linguato rosso in campo verde. |                        |
|                                 | Molteno |                        |
|                                 | Monte Marenzo |                        |
|                                 | Montevecchia D'azzurro, all'aquila d'argento, rostrata, linguata, armata di nero. Ornamenti esteriori da Comune. Gonfalone: Drappo di bianco… D.P.R. del 3 marzo 2005 |                        |
|                                 | Monticello Brianza |                        |
|                                 | Morterone Partito d'azzurro e d'argento, al faggio attraversante, la mezza chioma posta sull'azzurro spoglia in assetto invernale, di nero, il mezzo tronco dello stesso, nodrito nella pianura d'oro; la mezza chioma posta sull'argento di verde, il mezzo tronco al naturale, nodrito nella pianura di verde. Ornamenti esteriori di Comune. D.P.R. del 2 ottobre 1995 Gonfalone: drappo di giallo… |                        |
|                                 | Nibionno D'oro, al torrione di rosso, mattonato di nero, chiuso dello stesso, finestrato di quattro con le finestre quadre, due e due, di nero, merlato alla guelfa di sette, fondato sulla pianura di verde, accompagnato in capo da tre stelle di cinque raggi, di azzurro, poste una, due. D.P.R. del 2 gennaio 1993 |                        |
|                                 | Oggiono D'azzurro alla fede di carnagione, vestita di rosso, posta in fascia e uscente dai fianchi, accompagnata in capo dalla tavolozza da pittore ovoidale d'oro, con il foro all'insù a destra, posta in banda, accollante due pennelli posti in decusse dello stesso, entrambi con le setole all'insù di rosso; in punta dalla gemella in fascia ondata d'argento, sormontata dai numeri romani d'oro MDCLIV; al capo d'oro, all'aquila di nero, linguata di rosso, allumata e coronata d'oro. Sotto lo scudo, su lista bifida svolazzante d'azzurro, il motto in lettere maiuscole d'oro, CONCORDIA CIVITAS FACTA EST. Ornamenti esteriori da Città. D.P.R. del 28 ottobre 2018 Stemma concesso nel 1989: troncato: nel primo, d'argento, alla tavolozza da pittore ovoidale, di legno al naturale, col foro all'insù a destra, posta in banda, accollante due pennelli posti in decusse, quello in banda di rosso, quello in sbarra di verde, entrambi con le setole all'insù, di nero; nel secondo, d'azzurro, alle tre fasce ondate di argento; alla fascia diminuita, posta sulla troncatura, di rosso, caricata dalla data, in numeri romani di nero, MDCLIV. D.P.R. del 2 ottobre 1989 Gonfalone: drappo partito di rosso e d'azzurro - Stemma 1989-2018 |                        |
|                                 | Olgiate Molgora D'argento, al castello di rosso, chiuso e murato di nero, torricellato di due pezzi laterali, merlato alla guelfa, sormontato da un corno da caccia d'azzurro. D.P.R. dell'8 ottobre 1976 |                        |
|                                 | Olginate |                        |
|                                 | Oliveto Lario Interzato in fascia: nel primo di rosso, a tre api d'oro dal volo spiegato, male ordinate; nel secondo alla mitria d'argento; nel terzo d'argento, a tre monti di verde al naturale, uscenti dalla punta. Ornamenti esteriori da comune. D.P.R. del 3 luglio 1962 |                        |
|                                 | Osnago Gonfalone: Drappo di giallo… |                        |
|                                 | Paderno d'Adda Interzato in fascia: il PRIMO, di argento, alla croce di rosso; il SECONDO, di azzurro, alla stella di sei raggi, d'oro; il TERZO, di cielo, al ponte di quattro arcate e di cinque piloni, uscente dai fianchi e fondato in punta, di rosso, mattonato di nero, i piloni alternati da quattro masse d'acqua, fondate in punta, di azzurro. Ornamenti esteriori da Comune. Gonfalone: Drappo di bianco… D.P.R. del 23 luglio 2004 |                        |
|                                 | Pagnona Di cielo, alla torre di argento, merlata di quattro alla guelfa, murata di nero, chiusa e finestrata dello stesso, attraversante la collina di verde, fondata in punta e uscente dai fianchi, essa collina caricata da due corsi d'acqua, ondeggianti in banda e in sbarra, di azzurro, fluttuosi di argento, uscenti dai fianchi inferiori della torre e desinenti sui lembi laterali dello scudo; il tutto sormontato dalla stella di otto raggi, d'oro. Ornamenti esteriori da Comune Gonfalone: Drappo di bianco… D.P.R. del 22 giugno 2005 |                        |
|                                 | Parlasco |                        |
|                                 | Pasturo |                        |
|                                 | Perledo Gonfalone: drappo partito di bianco e di azzurro… |                        |
|                                 | Pescate D'oro, alla montagna di verde, caricata dal trofeo d'armi d'argento, formato dalla spada posta in palo, con la punta all'ingiù, dalle due alabarde decussate, dallo scudo rotondo, attraversante le alabarde e la spada; essa montagna fondata sulla campagna diminuita d'azzurro e accompagnata nel canton destro del capo dalla mitra di azzurro, caricata dalla crocetta di rosso. D.P.R. del 17 ottobre 1995 Gonfalone: Drappo partito di bianco e d'azzurro… |                        |
|                                 | Premana |                        |
|                                 | Primaluna D'azzurro, alla torre d'argento, merlata di tre alla guelfa, murata di nero, munita di cordolo, chiusa di nero sotto il cordolo ad un sesto circa dell'altezza complessiva, finestrata di due in fascia dello stesso, sotto la merlatura, essa torre munita di due aste gigliate, d'oro, la prima a destra in banda, la seconda posta a sinistra in sbarra, infisse nella torre all'altezza delle due finestre, sormontata dalla mezzaluna montante, d'argento, e fondata sulla pianura erbosa di verde. D.P.C.M. nº 4181 del 25 settembre 1989 |                        |
|                                 | Robbiate D'argento, al castello di rosso murato di nero, merlato alla guelfa, torricellato di uno, accompagnato in punta da tre montagne di verde. Ornamenti esteriori da Comune. Gonfalone: Drappo partito, di rosso e di bianco, riccamente ornato di ricamo d'argento e caricato dello stemma sopra descritto con la iscrizione centrata in argento "Comune di Robbiate". |                        |
|                                 | Rogeno D.P.C.M. del 24 gennaio 1956 |                        |
|                                 | Santa Maria Hoè Di rosso, al castello d'oro, murato di nero, merlato alla guelfa, il fastigio di cinque, le due torri ognuna di tre, esso castello chiuso di nero, finestrato di due in fascia, dello stesso, fondato sulla campagna di verde; al capo d'oro, caricato dall'aquila di nero. Ornamenti esteriori da Comune. D.P.R. dell'11 settembre 1996 |                        |
|                                 | Sirone |                        |
|                                 | Sirtori D'azzurro a tre spighe d'oro disposte a ventaglio, nodrite su collinetta di verde, il tutto sormontato da un'aquila d'oro in volo. Ornamenti esteriori da Comune. D.P.R. del 3 dicembre 1980 Gonfalone: drappo di giallo… |                        |
|                                 | Sueglio |                        |
|                                 | Suello D'azzurro, al bozzolo d'oro, accostato da tre api dello stesso, poste due in capo ed una in punta. Ornamenti esteriori da Comune. D.P.R. del 4 novembre 1960 |                        |
|                                 | Taceno |                        |
|                                 | Valgreghentino |                        |
|                                 | Valmadrera D'oro, all'aquila di nero, poggiante sulla montagna di tre cime, di verde, nascente dalla punta; alla banda diminuita, di rosso, attraversante sul tutto. Gonfalone: Drappo di azzurro… |                        |
|                                 | Valvarrone |                        |
|                                 | Varenna |                        |
|                                 | Vercurago Tagliato, nel PRIMO d'azzurro alla "Montagna della Croce" al naturale; nel SECONDO di rosso alla freccia e alla lancia d'argento poste in Croce di Sant'Andrea e a due palle astate, pure d'argento, poggiate con le aste sulla freccia. Ornamenti esteriori da Comune. Gonfalone: drappo tagliato, di rosso e d'azzurro, riccamente ornato di ricami d'argento e caricato dello stemma con l'iscrizione centrata in argento: Comune di Vercurago. |                        |
|                                 | Verderio Di rosso, alle due spade decussate con le punte all'insù, d'argento, guarnite d'oro, caricate dalla croce patente, d'argento; al capo di verde, caricato di due stelle, d'argento. Ornamenti esteriori da Comune. Gonfalone: Drappo di bianco con la bordatura di rosso. DPR dell'8 settembre 2023 |                        |
|                                 | Viganò Fasciato d'oro e d'azzurro di sei pezzi. Ornamenti esteriori di Comune. D.P.R. dell'8 giugno 1987 Gonfalone: Drappo partito di giallo e di azzurro… |                        |

## Ex comuni
| Stemma         | Ex Comune e blasonatura | Gonfalone |
| -------------- | --- | --------- |
| Altra versione | Contra (dal 1928 annesso al comune di Missaglia) Partito d'argento e di nero, a due fasce dell'uno nell'altro, accompagnate da tre crocette di rosso, inchiavate, poste a banda R.D. del 7 ottobre 1900, RR.LL.PP. del 30 ottobre 1900 |           |
|                | Introzzo (dal 2018 soppresso per la costituzione del comune di Valvarrone) Trinciato da una banda doppio-merlata d'azzurro, carica di un filetto d'oro, nel primo d'oro a tre stelle ad otto punte d'azzurro poste 2 e 1 allineate al fianco sinistro dello scudo; nel secondo d'oro, all'abete in palo sradicato d'azzurro Gonfalone: Drappo partito di giallo e d’azzurro caricato dello stemma comunale con l’iscrizione centrata in argento recante la denominazione COMUNE DI INTROZZO |           |
|                | Perego (dal 30 gennaio 2015 parte del comune di La Valletta Brianza) Fasciato d'azzurro e di rosso, al castello d'argento, murato di nero, attraversante, con il segmento di base posto nella quinta fascia, con la cortina priva di merlatura, munito di due torri, merlate di tre alla guelfa, finestrate di tre del campo, due e una, esso castello, aperto del campo, con l'albero sradicato, di verde, fustato al naturale, avente le quattro radici davanti alla porta, il tronco infilato obliquamente in essa porta, e la chioma posta sulle prime tre fasce; il tutto sotto il capo di nero, caricato dall'aquila rivoltata d'oro. Ornamenti esteriori da Comune D.P.R. del 4 gennaio 1988 Gonfalone: drappo partito di azzurro e di bianco… |           |
|                | Rovagnate (dal 30 gennaio 2015 parte del comune di La Valletta Brianza) Troncato, semipartito: nel PRIMO d'oro, all'aquila di nero allumata e linguata di rosso; nel SECONDO di rosso, a due spade d'argento guarnite d'oro, con le punte alle insù poste in decusse; nel TERZO d'argento, al delfino d'azzurro, posto in palo. Ornamenti esteriori da Comune D.P.R. del 20 giugno 1988 Gonfalone: drappo troncato di rosso e di azzurro… |           |
|                | Tremenico (dal 2018 soppresso per la costituzione del comune di Valvarrone) |           |
|                | Vendrogno (dal 2019 parte del comune di Bellano) Troncato abbassato; il PRIMO d'azzurro, a due morse da fabbro al naturale, poste in fascia, sormontate da un giglio d'oro; il SECONDO bandato d'argento e di rosso, al frutto di noce al naturale, attraversante. Ornamenti esteriori da Comune. Gonfalone: Drappo di azzurro. DPR del 13 marzo 1967 |           |
|                | Verderio Inferiore (dal 2014 parte del comune di Verderio) Di rosso, alle due spade decussate, con le punte all'insù, di argento, guarnite d'oro, la spada in banda attraversante; al capo interzato in palo, di verde, di azzurro, di verde, il palo di azzurro caricato dalla stella di cinque raggi, d'argento. Ornamenti esteriori da Comune. Gonfalone: Drappo di bianco con la bordatura di azzurro. DPR del 28 giugno 2008 |           |
|                | Verderio Superiore (dal 2014 parte del comune di Verderio) Cimiero ornato da tre pennacchi, di colore rosso, giallo e blu; al di sotto del cimiero, su sfondo blu sono raffigurate due spade incrociate, davanti alle quali è posto uno scudo argentato sormontato da una croce bianca; attorno allo scudo e alle spade, in corrispondenza dei quattro lati, sono poste quattro stelle dorate a sei punte. |           |
|                | Vestreno (dal 2018 soppresso per la costituzione del comune di Valvarrone) Partito. Il PRIMO di rosso all'avambraccio destro di carnagione, uscente in punta dalla linea di partizione, la mano impugnante la spada d'argento, guarnita d'oro, posta in palo; il SECONDO, palato di quattro pezzi, di argento e di azzurro. Ornamenti esteriori da Comune. Gonfalone: Drappo partito di bianco e di azzurro… DPR dell'8 dicembre 2007 |           |